# Perenoguera
Perenoguera és una masia amb elements gòtics i renaixentistes de Sant Agustí de Lluçanès (Osona) inclosa a l'Inventari del Patrimoni Arquitectònic de Catalunya.

## Descripció
És un edifici civil orientat a migdia. L'edifici principal és de planta quadrada amb una ampliació posterior datada el 1726. A la façana hi ha un portal adovellat i finestrals amb motius renaixentistes, així com l'escut de la casa. Al davant hi ha una lliça amb pedra treballada i carots als angles. A la part del darrere hi ha una eixida i un pou, essent molt notable la llinda de porta que dona al pou pel seu treball amb motius animals (ànec, guineu...). A l'interior pràcticament tots els portals tenen llindes amb una pedra treballada i algunes amb motius renaixentistes. A l'interior de la casa hi ha una capella dedicada a la Verge dels Dolors.
Adossada al mur posterior del mas, hi ha la capella de la Mare de Déu dels Dolors: és un edifici de planta rectangular, d'una sola nau coberta a l'interior amb voltes d'aresta i a l'exterior amb teulada de teula àrab a una vessant. El seu estat de conservació és bo.
La porta d'entrada a l'edifici es troba en un dels laterals de la casa i presenta una llinda i muntants de nova construcció. Els murs de pedra també han estat restaurats.